# Warren Weir
Warren Weir (n. 31 octombrie 1989, Trelawny Parish⁠(d), Comitatul Cornwall, Jamaica, Jamaica) este un atlet jamaican, medaliat olimpic. A participat la o ediție a Jocurilor Olimpice (2012) în care a câștigat o medalie de bronz în proba de 200 de metri.

## Palmares
| An   | Competiție                         | Locație                | Loc | Eveniment     | Note    |
| ---- | ---------------------------------- | ---------------------- | --- | ------------- | ------- |
| 2007 | Campionatul Panamerican de Juniori | São Paulo, Brazilia    | 8   | 110 m garduri | NT      |
| 2008 | Campionatul Mondial de Juniori     | Bydgoszcz, Polonia     | 24  | 110 m garduri | 15,54   |
| 2012 | Jocurile Olimpice                  | Londra, Marea Britanie | 3   | 200 m         | 19,84   |
| 2013 | Campionatul Mondial                | Moscova, Rusia         | 2   | 200 m         | 19,79   |
| 2013 | Campionatul Mondial                | Moscova, Rusia         | 1   | 4x100 m       | 37,36   |
| 2014 | Ștafetele Mondiale                 | Nassau, Bahamas        | 1   | 4×200 m       | 1:18,63 |
| 2015 | Ștafetele Mondiale                 | Nassau, Bahamas        | 1   | 4×200 m       | 1:20,97 |
| 2015 | Campionatul Mondial                | Beijing, China         | 18  | 200 m         | 20,43   |
| 2017 | Ștafetele Mondiale                 | Nassau, Bahamas        | 3   | 4×200 m       | 1:21,09 |
| 2017 | Campionatul Mondial                | Londra, Marea Britanie | 27  | 200 m         | 20,60   |

1. 1 2  Atletul a participat doar la calificări.

## Legături externe
- Materiale media legate de Warren Weir la Wikimedia Commons
- en Warren Weir la World Athletics
- en Warren Weir la Olympedia.org